# Herb gminy Marciszów
Herb gminy Marciszów – jeden z symboli gminy Marciszów.

## Wygląd i symbolika
Herb przedstawia na tarczy w polu błękitnym pas ze srebrno-czerwoną szachownicą z prawa w skos pastorał złoty z lewa w skos, a w podstawie tarczy srebrne linie faliste, symbolizujące rzekę. 